# Pinchas (Sohn Eleasars)
Pinchas ben Eleasar (hebräisch פִּינְחָס, von ägypt. p3 nḥśj „der Dunkelhäutige“), Sohn Eleasars, gehörte zum Stamm Levi und zur rechtmäßigen Linie der israelitischen Hohenpriester, den Aaroniden (Ex 6,25 ). Er ist nicht zu verwechseln mit Pinchas, dem Sohn Elis.

## Die biblische Erzählung von Pinchas, dem Eiferer
Pinchas tötete den Israeliten Zimri und seine midianitische Gespielin Kosbi beim Liebesakt, um JHWHs Zorn über den Götzendienst zu besänftigen (Num 25,1–9 ). Diesen begingen die Israeliten nach biblischer Darstellung in Moab, als sie sich interreligiösen Ehen und Synkretismus hingaben. Dies wertete die biblische Geschichtsschreibung als Abfall von Gott und damit als Bruch des Ersten Gebots.
Während eines Aufenthalts bei Schittim im Jordantal nahe Jericho – dem damaligen Gebiet der Moabiter, eines der in Kanaan vor Israel beheimateten Völker – begannen die Israeliten, zu huren mit den Töchtern der Moabiter (V. 1). Diese Frauen verleiteten die Männer dazu, ihren Göttern zu opfern und diese anzubeten. Genannt wird Baal Peor, eine der männlichen Fruchtbarkeitsgottheiten Kanaans.
Diese Hinwendung zu fremden Göttern weckte JHWHs Zorn, der die Hinrichtung all der „Oberen“ verlangte, die sich des Götzendienstes schuldig gemacht hatten. Gemeint sind offenbar – analog zur Geschichte vom „Goldenen Kalb“ (Ex 32,27 ) – die Priester, die für den Abfall des Volkes verantwortlich gemacht werden.
Nachdem die religiösen Führer befehlsgemäß umgebracht wurden, herrschte Trauer in der vor der Stiftshütte versammelten Gemeinde Israel. In dieser Lage wagte es ein Israelit, seine fremdländische Frau, eine Midianiterin, vor den Augen des Volkes mitzubringen. Dies weckte den Eifer des Pinchas, der dem Mann nachging und das Paar in seinem eigenen Haus mit einem Spieß durchbohrte: Da hörte die Plage auf unter den Kindern Israel (V. 8).
Pinchas wird im Text für seine Tat gelobt, da er damit die Plage, die ganz Israel dahinzuraffen drohte, abgewandt habe. Zum Lohn erhielt der Enkel des obersten Priesters die Zusage JHWHs:

„Siehe, ich gebe ihm meinen Bund des Friedens, der ihm und seinen Nachkommen das ewige Priestertum zuteilen soll, weil er für seinen Gott geeifert und für die Kinder Israels Sühne geschafft hat.“

Die folgenden Verse nennen die Namen der Ermordeten: Der Mann war Zimri, ein Anführer der „Simeoniter“, also eines israelitischen Stammes, der sich auf Simeon (einen der zwölf Söhne Jakobs) zurückführte; die Frau war Kosbi, Tochter eines Sippenoberhauptes unter den Midianitern. Der Abschlussvers bekräftigt JHWHs Befehl, Rache an ihnen zu üben für die hinterhältige List, mit der sie Israel zum Abfall von seinem Gott verführt hätten.
Diese Rache wird dann in Num 31  geschildert: Dort erscheint Pinchas als priesterlicher Begleiter des gesamten Heeres Israels von 12.000 Mann. Geschildert wird dann die Vollstreckung des „Banns“ an den Midianitern: Demnach töteten die Israeliten alle ihre wehrfähigen Männer, raubten ihr Vieh, ihre Frauen und Kinder und verbrannten ihre Städte (V. 9f.), wie es dem damaligen Gesetz entsprach. Mose verlangte hier aber darüber hinaus, auch alle Jungen und bereits verheirateten Frauen zu töten, da sie am Götzendienst des Baal-Peor und der daraus folgenden Plage schuld gewesen seien. Anschließend wird von der vorschriftsmäßigen Verteilung der Beute berichtet.

## Historischer Hintergrund
Die Geschichte ist für neuzeitliche Ohren eine kaum verhüllte, massive Rechtfertigung von Mord an Andersgläubigen. Pinchas wird gerade wegen seiner Tat als Vorbild des „Eifers“ für den wahren Gott dargestellt. Seine Tat ist nur der Auftakt für den Genozid an einem ganzen benachbarten Volk. Deswegen wird das von ihm abstammende Priestergeschlecht auf „ewig“ mit göttlichem Segen ausgestattet.
Die historischen Umstände dieser Geschichte liegen im Dunkeln. Sie enthält eine Reihe von Ungereimtheiten:
- In Num 25,4 EU heißt es, Mose solle die „Häupter des Volkes“ – also wahrscheinlich die Anführer – hinrichten. Daraufhin (Vers 5) weist Mose die „Richter“ – also auch Repräsentanten – an, alle Schuldigen zu bestrafen. Nach Vers 1 wäre davon eigentlich das ganze Volk betroffen. Ab Vers 8 wird dann auch von einer „Plage“ gesprochen. Aus der danach folgenden Volkszählung in Num 26,64 EU ergibt sich für den literarischen Kontext des Numeribuches, dass mit dieser Plage wie angekündigt die letzten Angehörigen der Wüstengeneration gestorben sind.
- Die Moabiter zu Anfang werden nicht mehr erwähnt, sondern am Ende mit den Midianitern als Verehrern des „Baal-Peor“ gleichgesetzt. Dies ist wahrscheinlich eine sekundäre literarische Überarbeitung, da die Moabiter ursprünglich das fruchtbare Jordantal, die Midianiter dagegen die Wüste Sinai besiedelten.
- Das deuteronomische Gesetz (Dtn 20,10–15 EU) begrenzt den Bannbefehl entgegen der älteren Fassung (Num 3,6 EU) ausdrücklich auf die wehrfähigen Männer, nimmt die Frauen aus und verlangt vorherige Friedensverhandlungen. Offenbar waren diese Gesetze in der priesterlichen Überlieferung, der der Pinchas-Text zuzuordnen ist, noch unbekannt, oder es bestand keine Einigkeit über ihre Anwendung. Die rigorosere Auslegung hätte sich hier dann auf einen direkten Befehl Moses zurückgeführt.

Israels Verhältnis zu den Midianitern war nach der Bibel ursprünglich eng und freundschaftlich: Sie retteten Mose nach seiner Flucht aus Ägypten vor dem Verdursten (Ex 2,16ff ). Er selbst heiratete dann eine Midianiterin – noch dazu die Tochter des midianitischen Priesters. In seinem Land, am Gottesberg der Midianiter, lernte er den wahren Gott Israels, den Befreier aus der Sklaverei kennen (Ex 3 ).
Mose hätte sich damit nach den kultischen Vorstellungen der Pinchaserzählung ebenfalls des Götzendienstes schuldig gemacht und hätte demgemäß umgebracht werden müssen.
Der genannte Baal-Peor gibt dagegen einen Hinweis auf den tatsächlichen Hintergrund: Er liegt in einer späteren Zeit, als der Synkretismus zwischen JHWH-Kult und Baalskult im bereits besiedelten Land Kanaan tatsächlich zum Problem für die religiöse Identität Israels geworden war. Dies war nach dem Zerfall des davidischen Großreichs im Nordreich Israel der Fall. Die Vermischung mit den fremdländischen Frauen steht für das Zusammenleben mit den Kanaanäern und die Identifikation ihrer Götter mit Israels Gott, die damals gang und gäbe war. Offenbar konnte eine bestimmte Richtung der Priester, die sich auf Aaron zurückführten, darin nur eine existenzielle Bedrohung ganz Israels erkennen, die eine Radikallösung verlangte.
Dies könnte auf die Prophetenkreise um Elija und Elischa verweisen, die die Trennung zwischen JHWH und Baal unter den Omriden (ab 878 v. Chr.) durchsetzten. Denn auch dort wird eine ausländische Frau, die phönizische Königin Isebel, Gemahlin des Königs Ahab, für den Götzendienst verantwortlich gemacht.
Pinchas wurde zum Protagonisten des „Eifers“ für den wahren Gott: Auf ihn beriefen sich in ihren Befreiungskämpfen gegen Fremdkulte und ausländische Unterdrückung später auch die Makkabäer und Zeloten. Sogar Jesus von Nazaret wurde aufgrund seiner Tempelreinigung von den Urchristen in diese Tradition gestellt:

„Seine Jünger aber dachten daran, dass geschrieben steht (Ps 69,10 ): ‚Der Eifer um dein Haus wird mich fressen.‘Joh 2,17 “

Dieser Eifer stand jedoch im Gegensatz zu dem des Pinchas nicht in einem mörderischen Kontext, sondern sollte die Trennung zwischen Israeliten und Ausländern, die der Jerusalemer Opferkult aufrichtete, durch das Verjagen der Opferhändler – also derer, die den Nachfahren des Pinchas bei der „ewigen“ Fortsetzung des Opferkults halfen – symbolisch gerade aufheben.